# حکم یکم
الحکم بن هشام (عربی: الحکم بن هشام؛ زاده ۷۷۱ درگذشته ۲۱ مهٔ ۸۲۲) سومین امیر امارت قرطبه بود.